# Manuscrit Laon 239
Le manuscrit Laon 239 est un livre de chant en grégorien sans ligne, attribué au IXe siècle et conservé dans la bibliothèque municipale de Laon.
Il s'agit de l'exemplaire restant et quasiment complet du graduel romain noté le plus ancien, à savoir livre de chant accompagné des neumes selon le rite romain. En dépit de cette ancienneté, le Laon 239 demeure l'un des manuscrits grégoriens les plus corrects. 

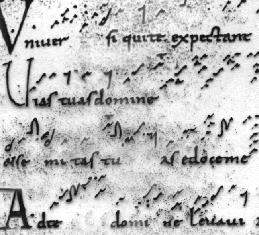
Détail de fol. 8 (deuxième verset Vias tuas Domine ainsi qu'offertoire Ad te Domine levavi pour le premier dimanche de l'Avent). Il s'agit du meilleur manuscrit de la notation messine ou lorraine.

## Histoire

### Usage à la cathédrale

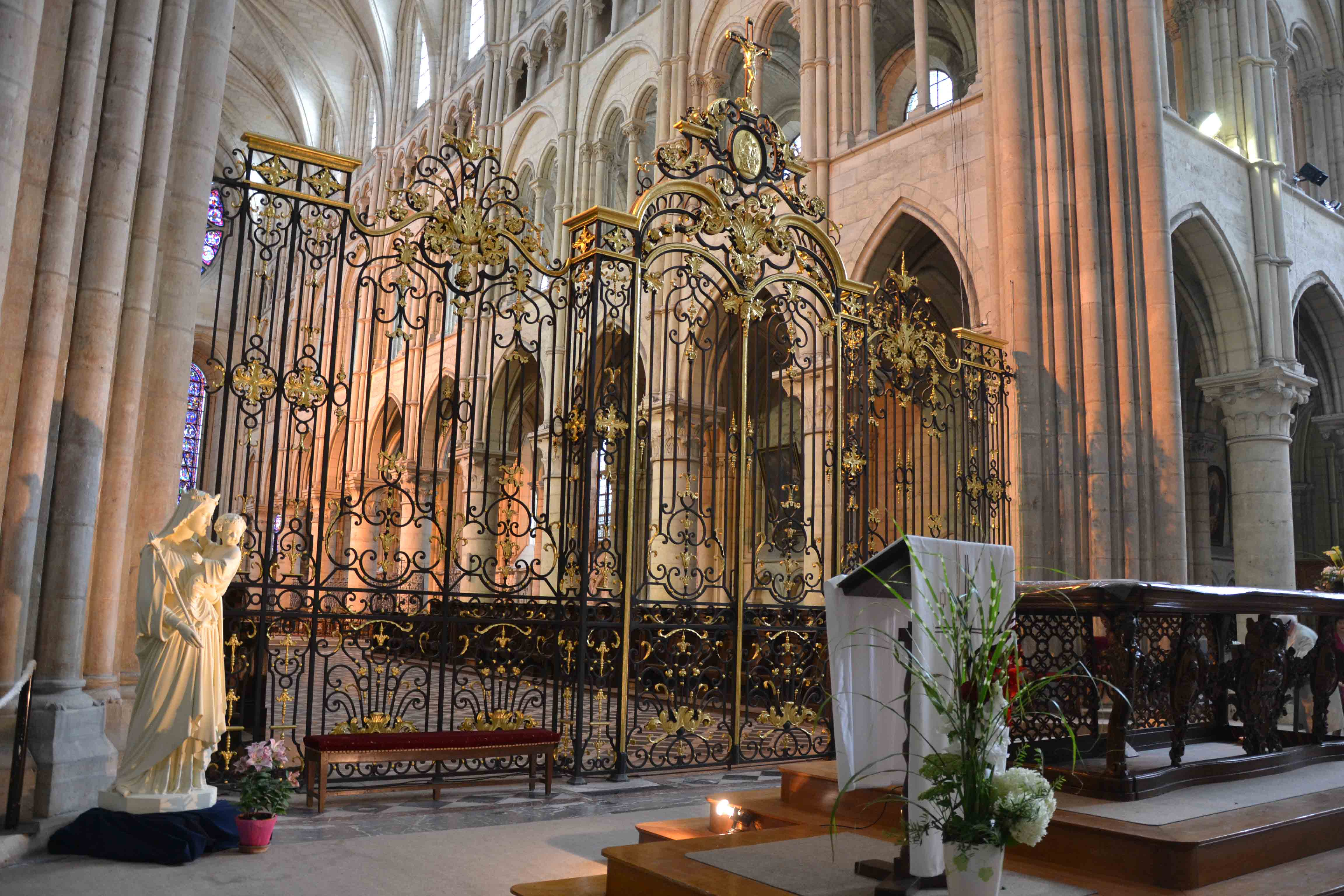
Cathédrale Notre-Dame de Laon où le manuscrit était en usage, puis conservé.

Avec certitude, le manuscrit Laon 239 était en usage au XIIe siècle à la cathédrale Notre-Dame de Laon, en raison d'un certain nombre d'additions selon la liturgie propre de cette cathédrale à l'époque. De nombreuses modifications plus anciennes se trouvent également dans ce livre de chant afin d'adapter au répertoire, notamment celles du XIe siècle. Toutefois, comme la cathédrale s'illustrait de ses archives riches dès la fin du IXe siècle, la possession de ce graduel aussi peut remonter à cette date. D'ailleurs, manquant de chants consacrés à saint Benoît de Nursie, il est évident que le livre n'était pas destiné au monastère. 
Il est probable que le livre était encore actif, jusqu'au XIIIe siècle. En effet, à partir de ce siècle, la notation à gros carrés commença à remplacer les notations anciennes, qui étaient uniquement capable de servir à la répétition et à la mémorisation, en raison de sa petite taille. Devenu archaïque, le graduel était dorénavant conservé dans la cathédrale. 
Quoique ce manuscrit fût considérablement endommagé à cause de l'humidité, Dom Joseph Pothier auprès de l'abbaye Saint-Pierre de Solesmes exécuta en 1869 son fac-similé à la main, pas totalement, mais à partir de la page 7 jusqu'à l'alléluia du verset Redemptionem.
Le Laon Ms 239 est actuellement maintenu dans la bibliothèque municipale de Laon, sans quitter cette ville depuis plus de mille ans [lire en ligne].

### Redécouvert I: Paléographie musicale
Le directeur de l'atelier de la Paléographie musicale, Dom André Mocquereau, choisit ce manuscrit pour la publication du tome X sorti en 1909. Faute de titre établi, le livre fut intitulé Antiphonale missarum Sanct Gregorii. 
À cette époque-là, l'abbaye Saint-Pierre de Solesmes rompait sa collaboration avec le projet pontifical de l'Édition Vaticane. En effet, non seulement la majorité de sa commission opposait le choix de Solesmes mais également la publication du graduel avait été effectuée en 1908 sans adopter les signes rythmiques développés par Dom Mocquereau, membre de la commission. 
L'objectif de ce tome X était évident, car dans son avant-propos (p. 9 - 15), Dom Mocquereau ne parlait que de la caractéristique rythmique du chant grégorien. En admettant que les manuscrits sangalliens, déjà publiés, soient « les documents rythmiques les plus parfaits et les plus intelligibles », le directeur soulignait :

« La place et l'importance du codex Laudunensis 239 dans l'histoire du rythme se trouveront au même temps fixées, et l'on s'expliquera le choix qui a été fait de ce Graduel pour figurer dans notre Recueil paléographique. »

Quand bien même la rythmique grégorienne ne serait qu'une théorie fausse et hypothétique sous influence de la musique contemporaine, cette publication contribua à améliorer la connaissance sur la valeur de ce manuscrit. La version révisée de cette publication de fac-similé est disponible depuis 1992 chez Éditions de Solesmes.

### Redécouvert II: sémiologie grégorienne

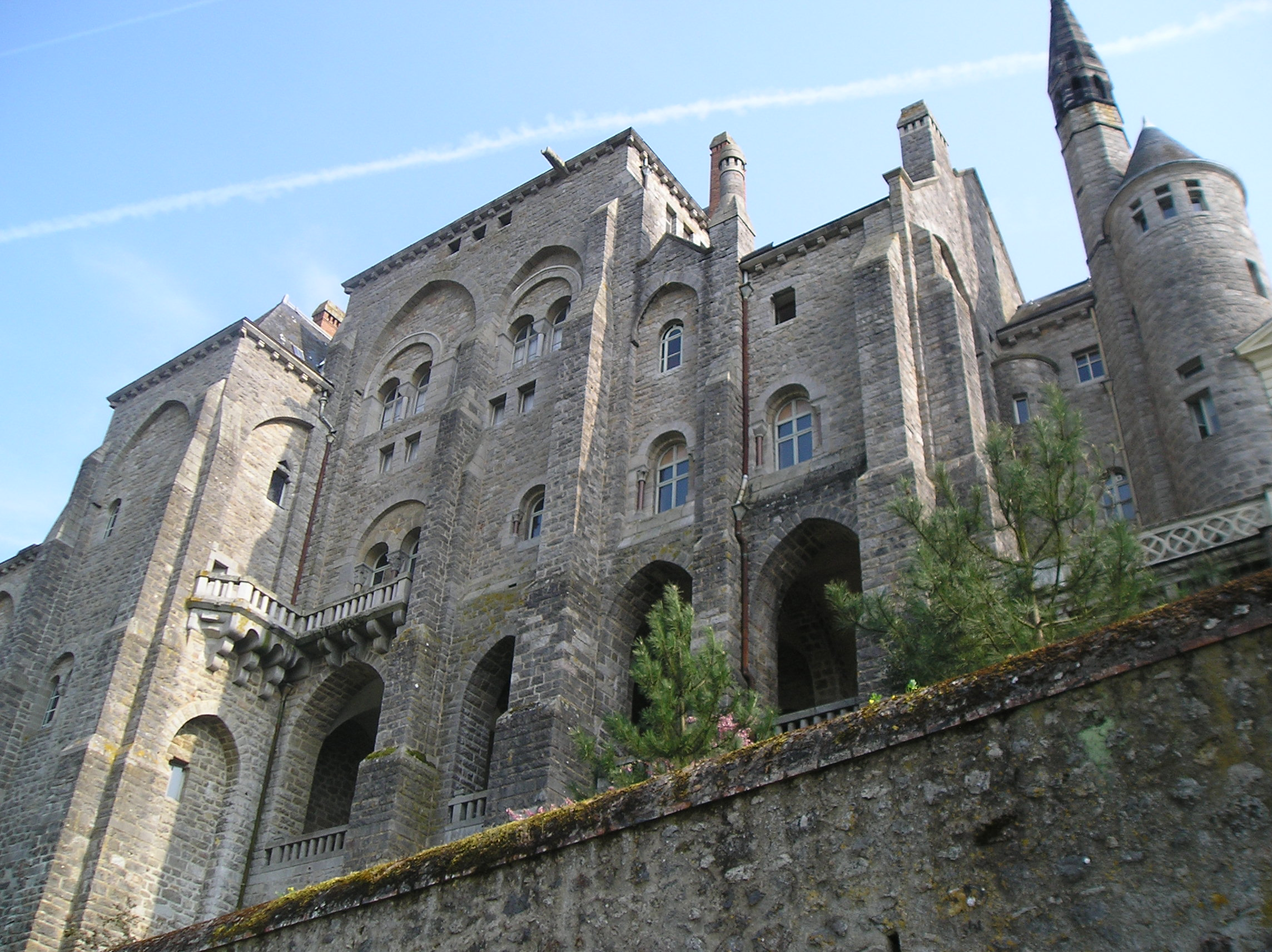
Abbaye Saint-Pierre de Solesmes dont trois musicologues étudièrent successivement le graduel de Laon.

À nouveau, un autre moine de Solesmes retrouva ce graduel, mais cette fois-ci, en tant que document invraisemblable. 
Dans les années 1950, lorsqu'une nouvelle science sémiologie grégorienne naquit, le manuscrit Laon 239 devint source effectivement importante pour ses études. Car, Dom Eugène Cardine de Solesmes s'était aperçu que les neumes les plus anciens cachent une immense richesse de l'expression du chant grégorien, comme enregistrement écrit. Auparavant, un certain nombre de musicologues insistaient l'évolution du chant tardif, tels la plupart de membres de la première commission internationale pour l'Édition Vaticane (1904 - 1913). À la suite des études sémiologiques, les manuscrits plus anciens devinrent, au contraire, les plus purs, les plus corrects, grâce auxquels le chant grégorien put rétablir sa propre nature.  
Certes, Dom Cardine aussi trouva les documents les plus importants dans des manuscrits issus de la famille sangallienne. Cependant, celui-ci n'oublia pas de consulter les meilleures notations d'autres traditions. Et, parmi eux, le Laon 239 était le premier : « Graduel écrit vers 930, aux environs de la ville. De récentes études ont révélé sa particulière valeur sur le plan rythmique. » Faute de temps, ce musicologue confia enfin les études de ce manuscrit important à ses élèves.

### Thèses des étudiants de Dom Cardine
Entre 1952 et 1984, Dom Eugène Cardine enseigna le chant grégorien auprès de l'Institut pontifical de musique sacrée à Rome. Comme ce professeur était capable de charger proprement aux élèves d'étudier la notation ancienne, les études concernant les neumes de Saint-Gall et de Laon furent aisément promues et avancées. Les thèses dirigées par Dom Cardine et achevées étaient si distinguées que la revue Études grégoriennes de Solesmes adopta certaines pour sa publication.
- 1958 : Paul Ardogast, The small punctum as isolated note in codex Laon 239 (Études grégoriennes, tome III, p. 83 - 153, 1959)
- 1962 : Columbia Kelly, Fr. Vollaerts' two exceptions to his general rule of lenght for the Laon 239 virga. A criticism.
- 1970 : Lawrence Heiman, The rhythmic value of the final descending note after a punctum neums of codex 239 of the library of Laon. A paleographic-semiological study (Études grégoriennes, tome XIII, p. 151 - 224, 1972)
- 1973 : Carmelo Picone, Il salicus con lettere espressive nel codice di Laon 239 (Études grégoriennes, tome XVI, p. 7 -143, 1977)
- 1974 : Johannes Berchmans Göschl, Der isolierte Scandicus mit Neumentrennung nach der Kopfnote, verglichen mit dem isolierten Quilisma-Scandicus, im Lichte der Codices Ensiedeln 121 und Laon 239

Puis, Marie-Claire Billecocq leur succéda, en devenant spécialiste de ce manuscrit :
- 1971 : Graphie arrondie au début d'un neume dans le manuscrit de Laon 239
- 1975 : Lettres ajoutées à la notation neumatique du codex 239 de Laon (Études grégoriennes, tome XVII, p. 7 - 144, 1978)

En tant qu'un des fondateurs de l'AISCGre créée en 1975, ce disciple de Dom Cardine prépara enfin, en faveur du Graduale Triplex sorti en 1979, les copies des neumes de Laon 239 requises. Et en 1981 encore, R. Maria Flossmann-Kraus acheva La virga strata, comparaison entre le codex Einsiedeln 121 et le codex Laon 239, auprès de l'Institut pontifical. Grâce à ces thèses, la connaissance concernant le manuscrit fut effectivement améliorée, y compris celle de sa lettre significative qui était considérée auparavant comme une particularité des neumes sangalliens.

## Origine du manuscrit
Manuscrit très ancien, et il n'y a pas de description par rapport à ce sujet dans le livre, il est difficile à déterminer son origine.
Dom Jacques Hourlier de Solesmes, expert des notations grégoriennes, résumait sa valeur, en soulignant la ville de Laon en tant qu'ancienne capitale de l'Austrasie et l'existence de l'école musicale :

« Ce manuscrit, bien connu des paléographes, compte parmi les meilleurs témoins de la notation messine. C'est un livre de travail, un livre du maître : il appartient à ce genre de manuscrits, qu'on retrouve en diverses régions, où le chantre, sans doute chargé d'enseigner dans l'école claustrale ou cathédrale, a noté la mélodie avec un soin tout particulier et multiplié les indications complémentaires. Non content de distribuer en abondance les lettres, significatives de la hauteur ou des nuances du mouvement et de l'expression, il ajoute des explications sténographiques. »

— Dom Jacques Hourlier, La notation musicale des chants liturgiques latins, p. 34
Après avoir analysé le manuscrit en détail, chant par chant, Dom André Mocquereau aussi avait conclu en 1909 dans la Paléographie musicale tome X : « Au moment de réunir ces indices et de formuler la conclusion qui s'en dégage, nous sommes heureux de nous rencontrer avec l'auteur du Catalogue Général cité plus haut ; selon toute vraisemblance, le manuscrit 239 « provient de Notre-Dame », c'est-à-dire de l'église cathédrale de Laon. » 
Cependant, certains musicologues supposent de nos jours que ce manuscrit avait été copié à l'abbaye royale de Saint-Denis, avant l'usage à Laon. En fait, le livre manifeste peu de localité. Celui-ci ne comporte comme saints locaux que saint pape Corneille, saint Cyprien de Carthage ainsi que saint Éloi de Noyon. Ceux qui sont certains, c'est un lien assez fort avec le roi Charles II le Chauve ayant considérablement renforcé l'évêché royal. Quoi qu'il en soit, Dom Jacques Hourlier, quant à lui, considérait qu'aurait apparu la notation la plus ancienne sous le règne de ce roi Charles, durant la seconde renaissance carolingienne. 

## Caractéristiques du manuscrit

### Témoignage de la composition auIXesiècle
En raison de ses neumes vraiment développés et de la qualité de la notation, on attribuait parfois ce manuscrit au Xe siècle, tout comme pour le cantatorium de Saint-Gall (vers 922 - 925), le meilleur manuscrit grégorien. Car, les premiers neumes, assez primitifs, ne remontent qu'au milieu du IXe siècle. De nos jours, l'ancienneté de ce graduel devint indisputable. Ce grand témoignage indique que la composition du chant grégorien évolua très rapidement et s'acheva déjà dans ce siècle grâce à la Renaissance carolingienne, avant que le cantatorium sangallien ne soit copié. 
Ainsi, dans ce manuscrit se trouve une seule grande lettre A majuscule illustrée et colorée. Il s'agit de la première lettre de l'introït Ad te levavi pour le premier dimanche de l'Avent [lire en ligne]. Il est vrai que cette lettre ressemble à celle de lettre A, initiale franco-saxonne, dans la seconde Bible de Charles le Chauve (vers 871 - 877) [lire en ligne]. Cela signifie une proximité géographique et chronologique entre ces deux manuscrits. 
Puis, pour le verset Angelis suis mandavit de te lors de la célébration du 1er dimanche de Carême, il s'agit en général d'un chant de la deuxième mode dans les manuscrits, y compris le cantatorium de Saint-Gall. Au regard du Laon 239, c'est un chant différent de la troisième mode.  
Ensuite, Dom Mocquereau aussi avait trouvé une particularité de ce graduel : 

« 10) La présence des messes d'ordinations dans le manuscrit de Laon est un signe d'antiquité. Il y en avait en cinq, sans compter une vigile (voir plus haut p. 33), et il en reste quatre, pour diverses occasions. On les retrouve toutes, dans le même ordre, dans les mss. de Saint-Denys (Ste Genev. 111), de Chartres, de Moissac (B. N. 2293). Les antiphonaires de Saint-Amand et celui de Compiègne en suppriment une ; il n'y en a plus dans le ms. de Saint-Denys du Xe siècle (Mazar. 384). »

Enfin, une autre ancienneté est l'indication topographique de la célébration papale, dans quelques rubriques avant les chants, vraisemblablement les copies d'un manuscrit romain. Ces rubriques précisaient les chapelles à Rome où le pape célébrait la messe : basilique Saint-Pierre pour Noël, basilique Saint-Jean-de-Latran lors du 1er dimanche de Carême, basilique Saint-Laurent-hors-les-Murs au samedi de la 4e semaine de Carême,. Par exemple,

« In die natalis Domini, ad Sanctum Petrum (avant l'introït Puer natus est nobis) »

Ce manuscrit répartissait donc la même caractéristique avec l'Antiphonaire de Compiègne (877 ?) [lire en ligne].

### Qualité des neumes rythmiques
Comme déjà mentionné, avant que la sémiologie grégorienne ne distingue la qualité de précision rythmique de ce manuscrit, Dom André Mocquereau de Solesmes appréciait, au début du XXe siècle, ce caractère dans le tome X de la Paléographie musicale.  
Mais, c'était surtout dès les années 1950 que les musicologues réussirent à rétablir correctement la nature authentique du chant grégorien, qui était devenu plain-chant après la Renaissance. La variété des neumes de Laon 239 contribua considérablement à restaurer la mélodie grégorienne, si rythmique. 
Ainsi, pour le neume monosonique, c'est-à-dire neume pour une seule syllabe, le Laon 239 emploie plusieurs variantes (voir ci-dessous, notation du Graduale Triplex) :
1. punctum ( • ) : note rapide
  1. punctum

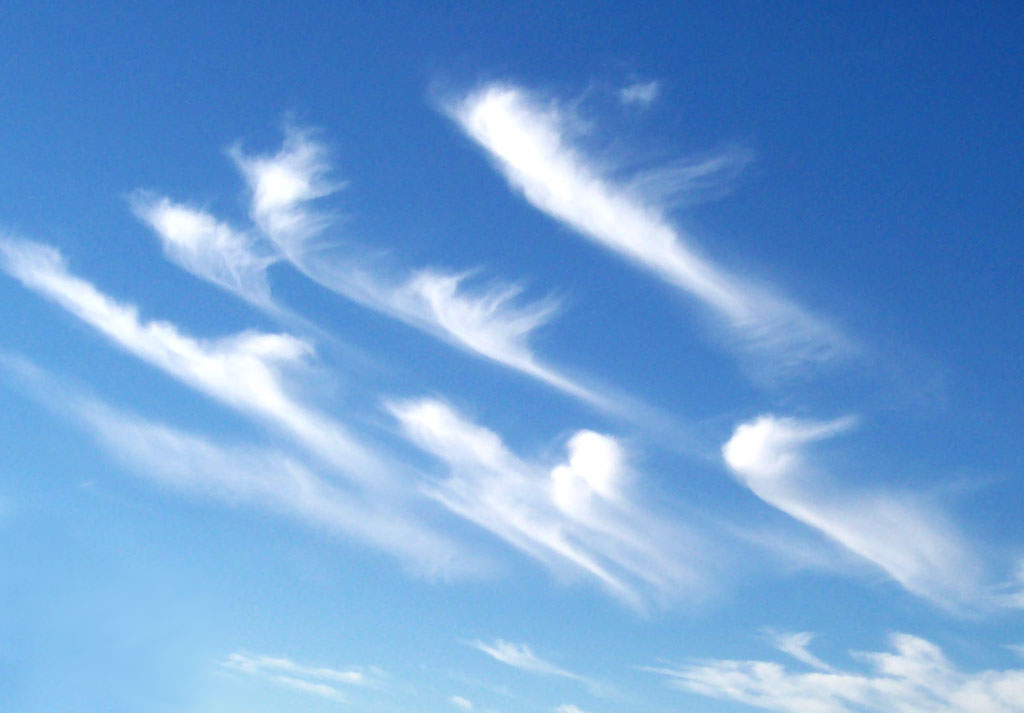
Le terme unicinus s'emploie également dans le domaine météorologique : cirrus unicinus, en raison de sa forme.

  2. punctum avec addition d'un c (celeriter = rapidement, donc note très rapide)
2. unicinus ( ґ, signifiant « crochet », dénomination par Dom Eugène Cardine et son école[cjd 4]) : note syllabique
  1. unicinus
  2. unicinus dont l'élément horizontal est très réduit
  3. unicinus dont l'élément horizontal est agrandi, le plus souvent suivi d'un fin délié ascendant
  4. unicinus avec addition d'un t (tenete = tenir)
  5. unicinus avec addition d'un c (celeriter = rapidement)

Donc, ces neumes précisent et contrôlent, délicatement ainsi qu'aisément, non seulement la valeur rythmique des notes mais aussi la vitesse de l'exécution :

« Sans entrer dans des carrures rythmiques, le chant grégorien des VIIIe, IXe et Xe siècle n'a pas la monotonie d'un chant à notes égales. Le contraste entre neumes rapides et neumes plus longs se rencontre pour les neumes de plusieurs sons. »

Il reste des difficultés : ni la notation à gros carrés ni la notation contemporaine ne sont capables d'indiquer cette finesse du rythme grégorien. C'est la raison pour laquelle il faut désormais les notations en duplexe ou triplex.

### Précision de haut niveau
Marie-Noëlle Colette, ancienne directrice du département des sciences historiques et philologiques de l'École pratique des hautes études de Paris-Sorbonne, résumait et conclut une capacité exceptionnelle de ce manuscrit :

« Avec les premiers manuscrits notés de Saint-Gall, celui-ci est un témoin précieux et rare des décisions qu'ont prises les premiers notateurs, soucieux de décrire le plus minutieusement et fidèlement possible les nuances agogiques et rythmiques du chant tel qu'il était pratiqué et transmis jusqu'alors oralement. Ces indications recourent à plusieurs moyens : la longueur relatives des signes, leur groupement, l'adjonction de lettres, des initiales de mots à signification rythmique ou mélodique, certaines étant empruntées au système tachygraphique des notes tironiennes, très utilisé à Laon à cette époque en d'autres domaines. Les graphies de Saint-Gall sont différentes mais les procédés sont à peu près les mêmes ......... . Il est remarquable de constater que pour les mêmes lieux musicaux les mêmes intentions aient été transmises à un tel degré de précision dans ces deux systèmes graphiquement si différents. »

### Notes tironiennes

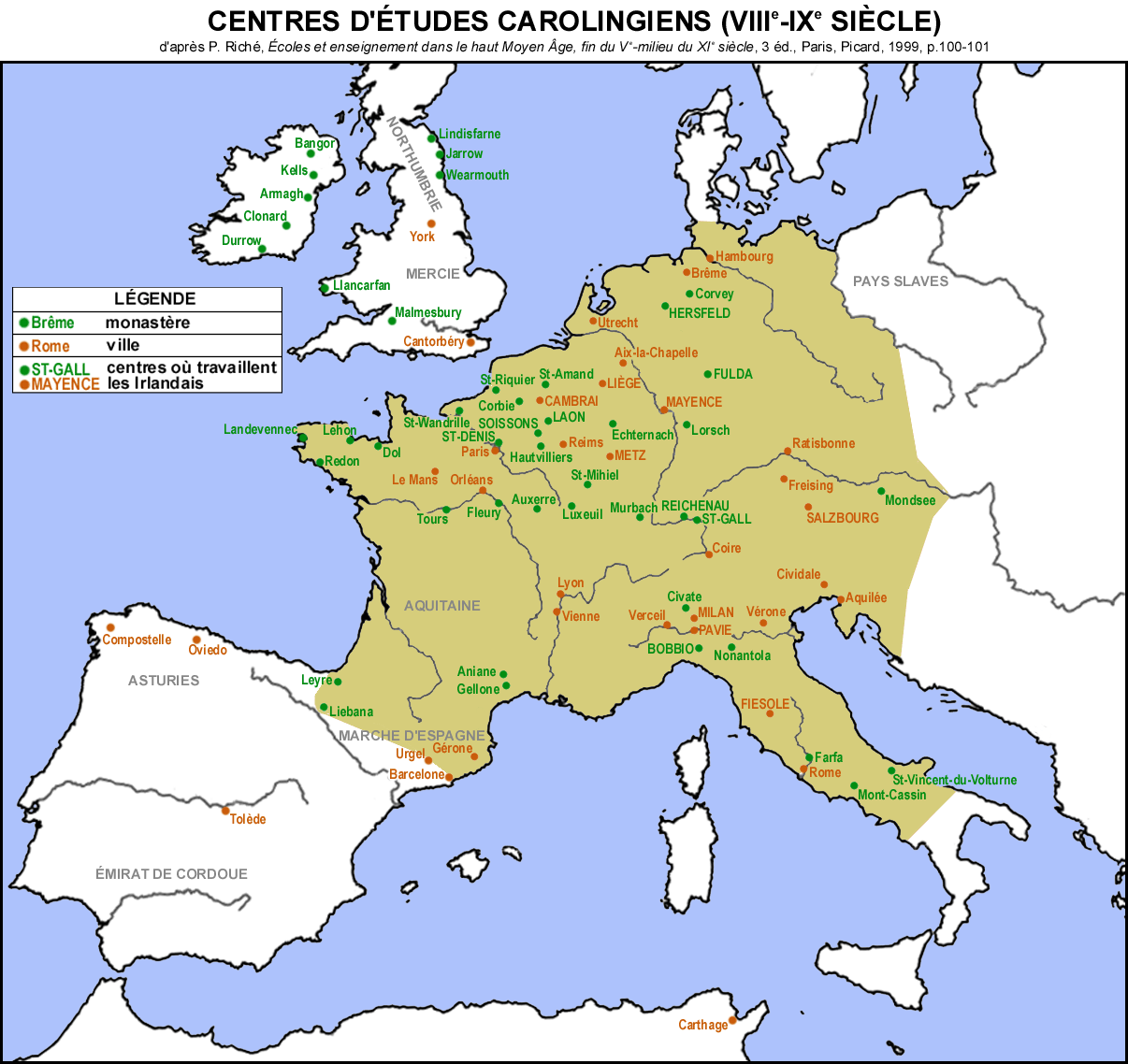
Centres d'études carolingiens lorsque naquit le chant grégorien.

## Valeur de nos jours

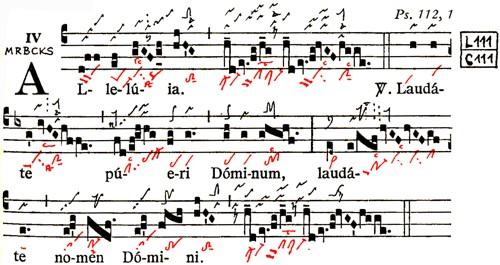
Les neumes de fol. 111 du manuscrit Laon 239 (L111, en noir) dans le Graduale Triplex (1979). Ces neumes en noir furent préparés par Marie-Claire Billecocq, disciple de Dom Eugène Cardine, et en qualité de membre de l'AISCGre.